# Chilo (Ohio)
Chilo es una villa ubicada en el condado de Clermont en el estado estadounidense de Ohio. En el Censo de 2010 tenía una población de 63 habitantes y una densidad poblacional de 99,28 personas por km².

## Geografía
Chilo se encuentra ubicada en las coordenadas 38°47′39″N 84°8′16″O / 38.79417, -84.13778. Según la Oficina del Censo de los Estados Unidos, Chilo tiene una superficie total de 0.63 km², de la cual 0.52 km² corresponden a tierra firme y (17.55%) 0.11 km² es agua.

## Demografía
Según el censo de 2010, había 63 personas residiendo en Chilo. La densidad de población era de 99,28 hab./km². De los 63 habitantes, Chilo estaba compuesto por el 98.41% blancos, el 0% eran afroamericanos, el 1.59% eran amerindios, el 0% eran asiáticos, el 0% eran isleños del Pacífico, el 0% eran de otras razas y el 0% pertenecían a dos o más razas. Del total de la población el 0% eran hispanos o latinos de cualquier raza.